# Brooklyn Nets 2013-2014
La stagione 2013-14 dei Brooklyn Nets fu la 38ª nella NBA per la franchigia.
I Brooklyn Nets arrivarono secondi nella Atlantic Division della Eastern Conference con un record di 44-38. Nei play-off vinsero il primo turno con i Toronto Raptors (4-3), perdendo poi la semifinale di conference con i Miami Heat (4-1).

## Roster
| N° | Naz.                            | Ruolo | Sportivo           | Anno | Alt. | Peso |
| -- | ------------------------------- | ----- | ------------------ | ---- | ---- | ---- |
| 0  | Stati Uniti (bandiera)          | AC    | Andray Blatche     | 1986 | 211  | 118  |
| 1  | Stati Uniti (bandiera)          | A     | Mason Plumlee      | 1990 | 208  | 107  |
| 2  | Stati Uniti (bandiera)          | AC    | Kevin Garnett      | 1976 | 211  | 100  |
| 6  | Stati Uniti (bandiera)          | A     | Alan Anderson      | 1982 | 198  | 100  |
| 7  | Stati Uniti (bandiera)          | GA    | Joe Johnson        | 1981 | 201  | 109  |
| 8  | Stati Uniti (bandiera)          | G     | Deron Williams     | 1984 | 191  | 95   |
| 10 | Stati Uniti (bandiera)          | G     | Tyshawn Taylor     | 1990 | 191  | 84   |
| 10 | Stati Uniti (bandiera)          | G     | Marcus Thornton    | 1987 | 193  | 93   |
| 11 | Stati Uniti (bandiera)          | C     | Brook Lopez        | 1988 | 213  | 118  |
| 12 | Stati Uniti (bandiera)          | G     | Marquis Teague     | 1993 | 188  | 86   |
| 13 | Messico (bandiera)              | G     | Jorge Gutiérrez    | 1988 | 191  | 87   |
| 14 | Stati Uniti (bandiera)          | G     | Shaun Livingston   | 1985 | 201  | 83   |
| 20 | Georgia (bandiera)              | A     | Tornik'e Shengelia | 1991 | 203  | 103  |
| 30 | Stati Uniti (bandiera)          | A     | Reggie Evans       | 1980 | 203  | 111  |
| 31 | Stati Uniti (bandiera)          | G     | Jason Terry        | 1977 | 188  | 80   |
| 33 | Bosnia ed Erzegovina (bandiera) | A     | Mirza Teletović    | 1985 | 203  | 107  |
| 34 | Stati Uniti (bandiera)          | A     | Paul Pierce        | 1977 | 198  | 104  |
| 47 | Russia (bandiera)               | A     | Andrej Kirilenko   | 1981 | 206  | 100  |
| 98 | Stati Uniti (bandiera)          | C     | Jason Collins      | 1978 | 213  | 116  |

## Staff tecnico
- Allenatore: Jason Kidd
- Vice-allenatori: Lawrence Frank (fino al 3 dicembre), John Welch, Roy Rogers, Joe Prunty, Eric Hughes
- Vice-allenatori/scout: Charles Klask, Jim Sann
- Preparatore fisico: Jeremy Bettle
- Preparatore atletico: Tim Walsh
- Assistenti preparatori atletici: Robbie Hoenshel, Nixon Dorvilien